# Hernandarias Parana
Hernandarias Parana je najduži svjetski plivački maraton i jedan od najprestižnijih u daljinskom plivanju. Dug je 88 kilometara i pliva se u muljevitoj rijeci Parani u Argentini.
Prvo izdanje za muškarce održano je 1965., a za žene 1993. godine. Održava se svake godine, uz iznimku 1996., 2008. i 2012. kada je otkazan zbog loših vremenskih uvjeta.

## Višestruki pobjednici
- Pilar Geijo (2010., 2011., 2013., 2014.)
- Damián Blaum (2007., 2009., 2010.)
- Stephane Lecat (1999., 2000.)
- David Meca Medina (1998., 2001.)
- Anne Chagnaud (1994., 1995.)
- Peggy Buchse (1998., 1999.)
- Edith Van Dijk (2000., 2001.)
- Britta Kamrau (2005., 2006.)